# Capital Gate
O Capital Gate é um arranha-céu de Abu Dabi nos Emirados Árabes Unidos.
Em 2010, ganhou o status de torre mais inclinada do mundo, pelo Guinness Book.
Capital gate é mais que duas vezes mais torto do que a torre de Pisa na Itália